# Discografie van Way Out West
Hieronder volgt een discografie van Way Out West, een Brits duo dat elektronische muziek ten gehore brengt. Hun discografie omvat onder meer vijf studioalbums, twee verzamelalbums, twee ep's en vijfentwintig singles.

## Albums

### Studioalbums
| Titel                                                                                                | Bijzonderheden                                                                              | Hoogste positie | Hoogste positie |
| Titel                                                                                                | Bijzonderheden                                                                              | VK              | VK Dance        |
| --- | ------------------------------------------------------------------------------------------- | --------------- | --------------- |
| Way Out West                                                                                         | Verschenen: 1 september 1997 Label: Deconstruction Records Formaat: cd, cs, download, vinyl | 42              | —               |
| Intensify                                                                                            | Verschenen: 20 augustus 2001 Label: Distinct'ive Records Formaat: cd, download, vinyl       | 61              | —               |
| Don't Look Now                                                                                       | Verschenen: 5 oktober 2004 Label: Distinct'ive Records Formaat: cd, download, vinyl         | 137             | —               |
| We Love Machine                                                                                      | Verschenen: 20 september 2009 Label: Hope Recordings Formaat: cd, download                  | —               | —               |
| Tuesday Maybe                                                                                        | Verschenen: 16 juni 2017 Label: Anjunadeep Formaat: cd, download, vinyl                     | —               | 7               |
| "—" duidt een opname aan die zich niet in de hitlijst plaatste of niet is uitgebracht in dat gebied. |                                                                                             |                 |                 |

### Verzamelalbums
| Titel                         | Bijzonderheden                                                                |
| ----------------------------- | ----------------------------------------------------------------------------- |
| We Love Machine – The Remixes | Verschenen: 19 april 2010 Label: Hope Recordings Formaat: cd, download, vinyl |
| Tuesday Maybe (remix)         | Verschenen: 2 februari 2018 Label: Anjunadeep Formaat: download               |

## Ep's
| Titel                                                                                                | Bijzonderheden                                                                        | Hoogste positie VK |
| --- | ------------------------------------------------------------------------------------- | ------------------ |
| UB Devoid                                                                                            | Verschenen: 9 oktober 2000 Label: Deconstruction Records Formaat: cd, download, vinyl | 146                |
| Sunday Maybe                                                                                         | Verschenen: 20 april 2018 Label: Anjunadeep Formaat: download                         | —                  |
| "—" duidt een opname aan die zich niet in de hitlijst plaatste of niet is uitgebracht in dat gebied. |                                                                                       |                    |

## Singles
| Titel                                                                                                | Jaar | Hoogste positie | Hoogste positie | Hoogste positie | Hoogste positie | Album                         |
| Titel                                                                                                | Jaar | VK              | VK Dance        | Ned.            | VS Dance        | Album                         |
| --- | ---- | --------------- | --------------- | --------------- | --------------- | ----------------------------- |
| The Jug (als Echo)                                                                                   | 1992 | —               | —               | —               | —               | (Niet op album)               |
| Avalanche (als Echo)                                                                                 | 1993 | —               | —               | —               | —               | (Niet op album)               |
| Paradise (Is the Sound) (als Sub-Version 3)                                                          | 1993 | —               | —               | —               | —               | (Niet op album)               |
| Montana                                                                                              | 1994 | —               | —               | —               | —               | (Niet op album)               |
| Shoot                                                                                                | 1994 | —               | —               | —               | —               | (Niet op album)               |
| Ajare (originele uitgave)                                                                            | 1994 | 52              | 7               | —               | —               | Way Out West                  |
| Domination                                                                                           | 1996 | 38              | 2               | —               | —               | Way Out West                  |
| The Gift (met Joanna Law)                                                                            | 1996 | 15              | 2               | —               | 39              | Way Out West                  |
| Blue                                                                                                 | 1997 | 41              | 7               | —               | —               | Way Out West                  |
| Ajare (heruitgave 1997)                                                                              | 1997 | 36              | 3               | —               | —               | Way Out West                  |
| The Fall                                                                                             | 2000 | 61              | 36              | 41              | —               | Intensify                     |
| Intensify                                                                                            | 2001 | 46              | 12              | —               | —               | Intensify                     |
| Mindcircus (met Tricia Lee Kelshall)                                                                 | 2002 | 39              | 1               | —               | 15              | Intensify                     |
| Stealth (met Kirsty Hawkshaw)                                                                        | 2002 | 67              | 3               | —               | —               | Intensify                     |
| Muthaf**ka                                                                                           | 2003 | 83              | 8               | —               | —               | (Niet op album)               |
| Anything but You                                                                                     | 2004 | 97              | 25              | —               | —               | Don't Look Now                |
| Don't Forget Me                                                                                      | 2005 | 246             | —               | —               | —               | Don't Look Now                |
| Killa                                                                                                | 2005 | —               | —               | —               | —               | Don't Look Now                |
| Spaceman                                                                                             | 2008 | —               | —               | —               | —               | (Niet op album)               |
| Only Love                                                                                            | 2009 | —               | —               | —               | —               | We Love Machine               |
| Future Perfect                                                                                       | 2009 | —               | —               | —               | —               | We Love Machine               |
| Surrender                                                                                            | 2010 | —               | —               | —               | —               | We Love Machine               |
| The Gift (heruitgave 2010)                                                                           | 2010 | —               | —               | —               | —               | We Love Machine – The Remixes |
| Tuesday Maybe                                                                                        | 2016 | —               | —               | —               | —               | Tuesday Maybe                 |
| Set My Mind                                                                                          | 2016 | —               | —               | —               | —               | Tuesday Maybe                 |
| Oceans (met Liu Bei)                                                                                 | 2017 | —               | —               | —               | —               | Tuesday Maybe                 |
| The Call (met Doe Paoro)                                                                             | 2017 | —               | —               | —               | —               | Tuesday Maybe                 |
| Slam                                                                                                 | 2017 | —               | —               | —               | —               | Tuesday Maybe                 |
| Sunday Maybe                                                                                         | 2018 | —               | —               | —               | —               | Sunday Maybe                  |
| "—" duidt een opname aan die zich niet in de hitlijst plaatste of niet is uitgebracht in dat gebied. |      |                 |                 |                 |                 |                               |

## Remixes
- 1992: Echo - The Jug
- 1993: Sub-Version 3 - Paradise (Is the Sound)
- 1993: Eight - I Believe in Emotion
- 1993: Echo - Avalanche
- 1993: A Certain Ratio - Tekno
- 1994: Anthony White - Love Me Tonight
- 1994: Royal 'T' - Coming Back for More
- 1994: Sasha - Magic
- 1994: Marcella Detroit - I Feel Free
- 1994: Flybaby - Fiesta
- 1994: A Certain Ratio - Wild Party
- 1994: Respect featuring Hannah Jones - Young Hearts Run Free
- 1994: Subliminal Cuts - Le Voie Le Soleil
- 1995: Reel 2 Real featuring The Mad Stuntman - Conway
- 1995: Liquid - Sweet Harmony
- 1995: Bel Canto - We've Got to Work It Out
- 1995: Dubstar - Not So Manic Now
- 1995: Dubstar - Stars
- 1995: José Padilla - Sabor De Verano
- 1995: Kamasutra - Censored
- 1995: Movin' Melodies Production - La Luna
- 1995: John Digweed - Love Me Tonight
- 1996: Faithless - Salva Mea
- 1996: 108 Grand - Tonight
- 1996: Castle Trancelott - Indoctrinate
- 1996: Lucky Monkeys - Bjango
- 1996: Saint Etienne - Angel
- 1996: Last Rhythm - Last Rhythm
- 1996: Harmonix - Landslide
- 1996: The Tabernacle - I Know the Lord
- 1996: X-Press 2 - Tranz Euro Xpress
- 1996: Way Out West - Domination
- 1996: Freak Power - New Direction
- 1996: JX - There's Nothing I Won't Do
- 1996: Roni Size / Reprazent - Share the Fall
- 1997: Clanger - Seadog
- 1997: Marco Zaffarano - The Band
- 1997: Republica - Bitch
- 1997: Way Out West - Ajare
- 1997: B.B.E. - Desire
- 1997: Section X - Atlantis
- 1997: The Orb - Toxygene
- 1998: Paul van Dyk - For an Angel
- 1998: Jonathan Peters Presents Luminaire - Flower Duet
- 1998: Karen Ramirez - Troubled Girl
- 1998: Liquid Child - Diving Faces
- 1998: Natalie Imbruglia - Smoke
- 1998: Opus III - Fine Day
- 1999: Lost Witness - Happiness Happening
- 1999: Orbital - Nothing Left
- 1999: Hybrid - If I Survive
- 1999: Lightning Seeds - Life's Too Short
- 1999: Inner City - Good Life
- 1999: Lustral - Everytime
- 1999: Joi - Asian Vibes
- 1999: Caspar Pound - Pioneers of the Warped Groove
- 2000: James Holden - Horizons
- 2000: Kosheen - Catch
- 2000: Futura Sound - Call My Name
- 2000: Submarine - Sunbeam
- 2000: Ultra Violet - Heaven
- 2000: Antarctica - Return to Reality
- 2000: Freefall featuring Jan Johnston - Skydive
- 2000: DFM - Lovin' U
- 2001: BT - Shame
- 2001: Tiësto - Suburban Train
- 2001: Tarrentella - Karma
- 2001: Joshua Ryan - Pistolwhip
- 2001: Way Out West - Intensify
- 2001: Vertigo - Above It All
- 2002: Way Out West - Mindcircus
- 2002: Ding Fei Fei - Forgotten Moon
- 2002: Sunscreem - Perfect Motion
- 2002: Lustral - Broken
- 2002: Way Out West - Stealth
- 2003: Dusk - Stars
- 2003: Sattva - Echo of Silence
- 2004: Unkle & Ian Brown - Reign
- 2005: Camp & Leutwyler Present BCML - Mr Horowitz
- 2005: Way Out West - Don't Forget Me
- 2007: General Midi - Never Gonna Stop the Show
- 2009: Sudha featuring Zoë Johnston - Leche
- 2010: Way Out West - The Gift
- 2016: Charlotte OC - Darkest Hour

## Muziekvideo's
| Jaar | Liedje                                 | Album           |
| ---- | -------------------------------------- | --------------- |
| 1996 | The Gift (met Joanna Law)              | Way Out West    |
| 1997 | Blue                                   | Way Out West    |
| 2002 | Mindcircus (met Tricia Lee Kelshall)   | Intensify       |
| 2009 | Only Love (digitale exclusieve single) | We Love Machine |